# Damasonium minus
Damasonium minus là một loài thực vật có hoa trong họ Alismataceae. Loài này được (R.Br.) Buchenau mô tả khoa học đầu tiên năm 1871.